# Asthenoctenus
Asthenoctenus là một chi nhện trong họ Ctenidae.